# Атабу
Вламесир Нуньеш Фернандеш (порт. Vlamecir Nunes Fernandes; 20 июня 1986, Бисау, Гвинея-Бисау) — гвинейский и португальский футболист, полузащитник клуба «Армасаненсиш».

## Биография
Воспитанник команды «Лолетану». В 2005 году начал карьеру футболиста. Свою первую игру провёл 4 сентября 2005 года в рамках третьего по значимости дивизионе Португалии в матче против дубля «Витории» Сетубал (2:4). В матче 1/16 финала Кубка Португалии против «Академики» из Коимбры, Атабу не реализовал одиннадцатиметровый удар и его команда уступила в серии пенальти (2:3). Вместе с командой дважды занимал второе место в третьем по значимости дивизионе Португалии.
Летом 2008 года стал игроком «Кампиненсе» из города Лоле. Спустя год, перешёл в «Лагоа», где играл на протяжении двух сезонов и являлся игроком основного состава. Летом 2011 года присоединился к «Фаренсе» и вместе с командой стал победителем четвёртого по значимости португальского дивизиона.
В июле 2012 года стал игроком «Лузитанса» из чемпионата Андорры, которую возглавлял Висенте Маркес. В новой команде взял себе 16 номер. В составе «Лузитанса» дебютировал в еврокубках в двухматчевом противостоянии против мальтийской «Валлетты» в рамках первого квалификационного раунда Лиги чемпионов. По сумме двух игр андоррцы уступили со счётом (0:9). В сентябре 2012 года Атабу стал обладателем Суперкубка Андорры, тогда его команда обыграла «Санта-Колому» (2:1), а сам гвинеец был признан лучшим игроком встречи. В сезоне 2012/13 Атабу помог своей команде во второй раз в истории стать чемпионом Андорры.
В июне 2013 года вернулся в «Фаренсе». Однако, в основном составе ему закрепиться не удалось и Атабу принял участие в 11 матчах Второй лиги Португалии. После, играл за «Операрио» и вновь за «Лолетану». Летом 2015 года перешёл в «Алмансиленше», вместе с которой занял первое место в группе H третьего дивизиона страны. Зимой 2017 года стал игроком команды «Армасаненсиш».

## Достижения
«Лолетану»
- Серебряный призёр Второго дивизиона Португалии (2): 2005/06, 2006/07

«Фаренсе»
- Победитель четвёртого дивизиона Португалии (1): 2011/12

«Лузитанс»
- Чемпион Андорры (1): 2012/13
- Обладатель Суперкубка Андорры (1): 2012

«Алмансиленше»
- Победитель третьего дивизиона Португалии (1): 2015/16